# Dotalabrus aurantiacus
Dotalabrus aurantiacus, thường được gọi là cá bàng chài Castelnau, là một loài cá biển thuộc chi Dotalabrus trong họ Cá bàng chài. Loài này được mô tả lần đầu tiên vào năm 1872.

## Phân bố và môi trường sống
D. aurantiacus có phạm vi phân bố giới hạn trong vùng biển phía nam châu Úc, trải dài từ khu vực Tây Nam của bang Tây Úc đến eo biển Bass, bao gồm cả vùng biển phía bắc và đông bắc của đảo Tasmania. D. aurantiacus sống xung quanh các rạn san hô và thảm cỏ biển, hoặc cũng có thể ở những vùng đáy cát sâu hơn, độ sâu ghi nhận khoảng 1 - 47 m.

## Mô tả
D. aurantiacus trưởng thành dài khoảng 15 cm và là loài lưỡng tính. Cá con và cá mái (giai đoạn đầu) hơi có màu xanh lục hoặc đỏ nhạt với 4 vạch đen không liền nhau ở trên thân. Có một đốm đen ở phía sau vây lưng và vây hậu môn. Cá đực có nhiều biến thể màu: đỏ, cam, vàng nâu hoặc xanh lục với các dải sọc đen không liền nhau ở 2 bên thân. Viền đen ở vây lưng, vây hậu môn và đuôi. Các vệt sẫm màu tỏa ra từ mắt. D. aurantiacus thường bị nhầm lẫn với giai đoạn vị thành niên của các loài cá bàng chài khác.
Số ngạnh ở vây lưng: 9; Số vây tia mềm ở vây lưng: 10 - 11; Số ngạnh ở vây hậu môn: 3; Số vây tia mềm ở vây hậu môn: 10 - 11; Số vây tia mềm ở vây ngực: 10.
Thức ăn của D. aurantiacus là rong tảo và các động vật không xương sống nhỏ. D. aurantiacus có kiểu bơi khá đặc biệt.